# Pokolj u Dragišićima 24. veljače 1993.
Pokolj u Dragišićima je bio velikosrpski ratni zločin iz doba srpsko-crnogorske agresije na Hrvatsku. Mjesto počinjenja zločina je bilo selo Dragišići u zaleđu Vodica. 
Počinili su srpske paravojne postrojbe i lokalna milicija t.zv. Republike Srpske Krajine 24. veljače 1993., za vrijeme velikosrpske okupacije.

## Pregled
Nakon uspjeha hrvatske operacije Maslenice i veliki gubitaka pobunjeničkih srpskih snaga te srpskih dobrovoljaca iz Srbije, BiH, Crne Gore te plaćenika iz drugih zemalja, velikosrpske snage poduzele su protunapadnu akciju operaciju Čelik.
Dio napadnuta područja bilo je vodičko zaleđe. Napadačima su odgovarali loši vremenski uvjeti. Hrvatske položaje branili su slabo opremljeni malobrojni pripadnici 15. pukovnije. Već u zoru su pobunjeničke srpske snage velikim snagama zauzeli su dominantnu kotu Gradinu iznad Čiste Male i Dragišića. Uz to su uništili vezni sustav, tako da hrvatske snage nisu mogle zvati pomoć. Slijedio je žestoki napad na Dragišiće pješaštvom, transporterima i tenkovima uz snažnu topničku potporu. 
Borbe su trajale šest sati. Slabo naoružani hrvatski branitelji u nepovoljnim okolnostima junački su se odupirali. Dok je borba trajala, pobunjenički srpski su napadači i u ovakvim okolnostima pretrpili gubitke u ljudstvu i tehnici. Nakon šest sati hrvatski branitelji ostali su bez streljiva. Nisu dobili odgovarajuću pomoć, a već opkoljeni bili su prisiljeni predati se. Čak i u pregovorima im se jamčilo da će ih tretirati po Ženevskoj konvenciji koja je ionako bila obveza uznicima, nije bilo ništa od toga.
Pobunjeni Srbi su zarobili desetoricu hrvatskih branitelja. Bijesni zbog gubitaka, pobunjenici su se osvetili na zarobljenicima. Skinuli su ih do gola, vezali žicom, stalno udarali dok su ih tjerali ići na noga ka obližnjoj Čistoj Maloj. Putem su ubili četvoricu. Do zatvora u Kninu živa su stigla samo šestorica.  Boris Kartelo ubijen je iz vatrenog oružja, a Jakov Crvelin je podlegao ozljedama zbog brutalnog mučenja i umro u podrumu ambulante u Đevrskama.

## Ubijeni
Ubili su nakon mučenja Jakova Crvelina iz Tisnog i Borisa Kartela iz Putičanja. Tijela su hrvatske vlasti dobile tijekom razmjene zarobljenika. Posljednje počivalište Borisa Troskota iz Kašića Banjevačkog i Borislava Periše iz Krkovića ni danas nije poznato obitelji ni vlastima.

## Protunapad
Drugog dana 25.veljače 1993 u munjevitoj akciji pripadnici AT.GRUPE vojne policije Zadar, pod zapovjedništvom bojnika Željka Maglova, su izvršli protunapad u kojem su ovladali brdom Sv.Ilija kao dominatnom kotom, iznad sela Dragišići ,Grabovci i cestovna veza Vodice Stankovci. Linija fronta se nije mijenjala do akcije Oluja.

## Kazne
Još nitko nije odgovarao za ovaj ratni zločin. Nitko nije ni kazneno progonjen, niti je bilo istrage, niti optužen. Navodno nema svjedoka, no mještani tvrde da ih ima.

## Spomen
Danas se u Dragišićima nalazi spomen-obilježje.

## Poveznice
- popis masovnih zločina nad Hrvatima u Domovinskom ratu